# Svetlana Savítskaya
Svetlana Yevguénievna Savitskaya (en ruso: Светла́на Евге́ньевна Сави́цкая; Moscú, URSS; 8 de agosto de 1948) es una piloto y cosmonauta rusa. Fue la primera mujer que caminó por el espacio y la segunda mujer en salir al espacio al tripular la Soyuz T-7 en 1982.

## Biografía

### Formación profesional
Savitskaya  entró en 1972 en el Instituto de Aviación de Moscú, Después de acabar su formación, trabajó de monitora de aviación. Posteriormente cursó estudios especializados en la escuela de pilotos de avión. En 1976 se tituló como piloto de pruebas del Ministerio de Industria Aérea de la URSS, siendo capaz de pilotar más de 20 tipos de aviones. Ese mismo año ingresó en la oficina del diseño de Yakovlev para contribuir a la mejora de las aeronaves. En 1980 entró a formar parte de un grupo recién formado de cosmonautas mujeres preparándose para realizar vuelos espaciales en naves de tipo Soyuz.

### Carrera espacial
Diecinueve años después del vuelo de Valentina Tereshkova, primera mujer cosmonauta, Savitskaya viajó al espacio en la Soyuz T-7 y volvió a tierra 19 días más tarde a bordo de la Soyuz T-5, debido a que la T-7 se quedó atracada en la Salyut 7.
Posteriormente tripuló también la Soyuz T-12. Durante su estancia en la estación espacial Salyut 7, el 25 de julio de 1984, la cosmonauta Savitskaya se convirtió en la primera mujer en dar un paseo espacial. Permaneció fuera de la estación durante 3 horas y 35 minutos realizando con éxito trabajos de montaje, cortes de metal y soldaduras. En aquel momento se convirtió en la primera mujer que viajó dos veces al espacio.
Es considerada la última cosmonauta soviética, puesto que  Yelena V. Kondakova, siguiente en viajar al espacio el 3 de octubre de 1994 en la Soyuz TM-20, lo hizo ya como ciudadana rusa.
En su carrera espacial además de dificultades técnicas y riesgos vitales que asumió como el resto, como mujer pionera en este ámbito profesional, sufrió el machismo de algunos de sus compañeros como lo testimonian las palabras de acogida que tuvo por parte de los mismos cuando se abrió la escotilla de la estación espacial soviética: "Tenemos un delantal preparado para ti, Sveta".
En 1993 abandonó el cuerpo de cosmonautas.

### Trayectoria política
En la etapa final de su carrera como cosmonauta inició su carrera como política. Tras trabajar como ingeniera civil en energía NPO, en 1987 es nombrada diputada de energía. Fue diputada popular del Parlamento Soviético de 1989 hasta 1991. Más tarde, fue elegida para la Duma Estatal y miembro como representante del Partido Comunista de la Federación Rusa además de formar parte del Comité de Defensa.

## Vida privada

### Infancia y juventud
Su infancia estuvo marcada por la profesión de su padre Yevgueni Savitski, comandante de las defensas aéreas soviéticas. A los 16 años empezó a practicar el paracaidismo sin que su familia lo supiera hasta un año más tarde. Logró tres récords mundiales en saltos desde la estratosfera y quince en saltos desde aviones a reacción.

### Estado civil
Está casada con Victor Hatkovsky, con quien tiene un hijo, Constantin.

## Premios y reconocimientos
Savitskaya ha recibido numerosos premios y reconocimientos por los logros obtenidos a lo largo de su trayectoria vital.
- Héroe de la Unión Soviética (2 veces).
- Orden de Lenin (2 veces).
- Orden de la Insignia de Honor.
- 1 medalla de oro y 18 diplomas de la FAI (Federación Aeronáutica Internacional).
- 16 medallas de deporte de la URSS.
- 1 medalla especial por superar la marca de permanencia en el espacio abierto.